# Сёмкин, Борис Васильевич
Борис Васильевич Сёмкин (11 апреля 1941, Брянск) — физик, профессор кафедры высоких напряжений ТПУ, первый проректор АлтГТУ (1993—2010), заведующий кафедрой естествознания и системного анализа (2000—2015), лауреат премии имени П. Н. Яблочкова.

## Биография
Родился 11 апреля 1941 года в Брянске.
В 1963 году окончил Томский политехнический институт.
В 1966 году — защита кандидатской диссертации, работа ассистентом на кафедре «Техника высоких напряжений» ТПИ.
В 1969 году — избран по конкурсу старшим преподавателем, в 1970 году — присвоено звание доцента.
С 1974 года — работа в научно-исследовательском институте высоких напряжений, где исполняет обязанности руководителя сектора, отдела, лаборатории.
В 1988 году — защита докторской диссертации, работает профессором кафедры и избирается на должность декана факультета автоматики и электроэнергетики Томского политехнического университета.
В 1989 году — назначен проректором по учебной работе, а с 1990 года — первым проректором ТПУ.
В 1993 году был переведен на должность первого проректора по учебной работе Алтайского государственного технического университета имени И. И. Ползунова.
С 2000 года руководил кафедрой естествознания и системного анализа АлтГТУ.
В настоящее время на пенсии. Увлекается живописью.

### Научная деятельность
За годы работы в ТПУ предложены и разработаны теория оптимального электровзрыва в твердых телах, предложена и внедрена методология расчета генерирующей аппаратуры для производства электровзрыва с необходимым технологическим эффектом и минимальными удельными энергозатратами.
Под его руководством разработан ряд технологий по применению импульсных электрических разрядов: серия электроимпульсных устройств по утилизации железобетонных изделий, по очистке и обеззараживанию воды, по электроимпульсному разложению жидких углеводородов с целью получения непредельных газов и технического углерода.
Является научным руководителем и ответственным исполнителем ряда разработок по созданию электрофизических устройств различного назначения: излучателя мощных импульсных СО2-лазеров с большой апертурой различного назначения. Под его руководством сотрудниками НИИ ВН была разработана и изготовлена электроимпульсная буровая установка для проходки скважин диаметром 1,2 м под свайные основания в условиях вечной мерзлоты. Испытания были проведены в 1983—1984 годах на БАМе под руководством Семкина и Н. Е. Коваленко.
Под его руководством подготовлено около 20 кандидатов наук, является консультантом докторских диссертаций.

Автор более 250 изобретений, на которые выданы авторские свидетельства, патенты, в том числе и патент Японии.

Автор более 300 научных статей, из которых более 30 опубликованы за рубежом. Автор и соавтор 4 монографий, 15 учебно-методических пособий.

### Педагогическая деятельность
В ТПУ читал курсы лекций по дисциплинам: «Основы инженерной электрофизики», «Физика низкотемпературной плазмы», «Электрофизические методы разрушения и обработки материалов», «Электровзрыв в конденсированных средах», «Техника высоких напряжений».
В АлтГТУ проводит занятия по дисциплинам: «Концепции современного естествознания» для студентов дневной формы обучения, подготовлены курсы «Системный анализ», «Философия физики» для аспирантов.
Подготовил более 20 учебно-методических работ, поставил более 20 новых лабораторных работ.
В 2000 году стал лауреатом конкурса Алтайского края за руководство и подготовку комплекта методических материалов по дистанционному высшему образованию.

## Награды
- Заслуженный деятель науки Российской Федерации (1998)
- Премия имени П. Н. Яблочкова (2004, совместно А. Ф. Усовым, В. И. Курцем) — за цикл монографических работ по электроимпульсному разрушению материалов